# Scarbantia
Scarbantia, auch Scarabantia, war eine römische Stadt an der Stelle des heutigen Sopron (Ödenburg) in Ungarn.

## Namensherkunft
Der antike Name Scarbantia oder Scarabantia leitet sich vom keltischen Wortstamm scarb bzw. scara ab und heißt übersetzt zerstreut oder abgesondert. Banta stammt aus dem Illyrischen und bedeutet Ort oder Siedlung. Nach anderen Angaben kommt Scarabantia von dem illyrischen skarb (Spitze, Stachel) und bantia (Ort, Siedlung, Festung), also etwa Burgsiedlung in Spornlage.

## Siedlungsgeschichte
Pannonien wurde 11 v. Chr. von den Römern annektiert, nachdem die ansässigen Kelten besiegt worden waren. Im Jahr 10 n. Chr. wurde die Provinz Pannonia errichtet. Die Bedeutung der antiken Stadt lag in der Anbindung an die Bernsteinstraße. Diese Straße verlief von Aquileia an der Adria über das heutige Slowenien nach Carnuntum. Neben Scarbantia entstand die antike Stadt Savaria (heute Szombathely, dt. Steinamanger). Der Handelsweg führte direkt durch Scarbantia, und die Ansiedlung wurde Ausgangspunkt für weitere wichtige Straßen, unter anderem nach Mörbisch, wo ein Mithras-Heiligtum entstand. Die zweite Straße führte in das Legionslager Vindobona (Wien).
Die erste Erwähnung von Scarbantia findet sich bei Plinius in seiner Naturalis historia als Scarabantia Iulia. In der Forschung wird die Meinung vertreten, dass es sich bei Scarbantia um die illyrische Urform des Namens handelt, Iulia signalisiert die Siedlungsgründung unter Kaiser Tiberius, einem Angehörigen der Familie der Iulier. Der Name Scarbantia kommt in der Tabula Peutingeriana, einer kartografischen Darstellung des römischen Straßennetzes (viae publicae), vor. Die Bezeichnung ging aber im Mittelalter verloren. Im 16. Jahrhundert wurde der antike Name der Stadt durch den Humanisten Wolfgang Lazius in Sopron wiederentdeckt, nachdem er im sogenannten „Römerhaus“ eine Inschrift M(unicipii) Scarb(antiae) gefunden hatte.
In den 1950er Jahren, dann intensiver in den 1970er Jahren, wurde in Scarbantia geforscht. Es fanden sich Mauerreste aus dem 1. bzw. 2. Jahrhundert n. Chr., die in vier Meter Tiefe gefunden wurden und von späteren Bauten überdeckt waren. Die Bewohner von Scarbantia waren Kaufleute und Veteranen, die als römische Bürger angesiedelt wurden. Die keltischen Einwohner vom Stamm der Boier wurden ausgesiedelt, jedoch wurden die boischen Aristokraten schnell in die Verwaltung der Stadt aufgenommen. Verwaltet wurde die Stadt vom ordo decurionum, dessen Mitglieder die decuriones waren.

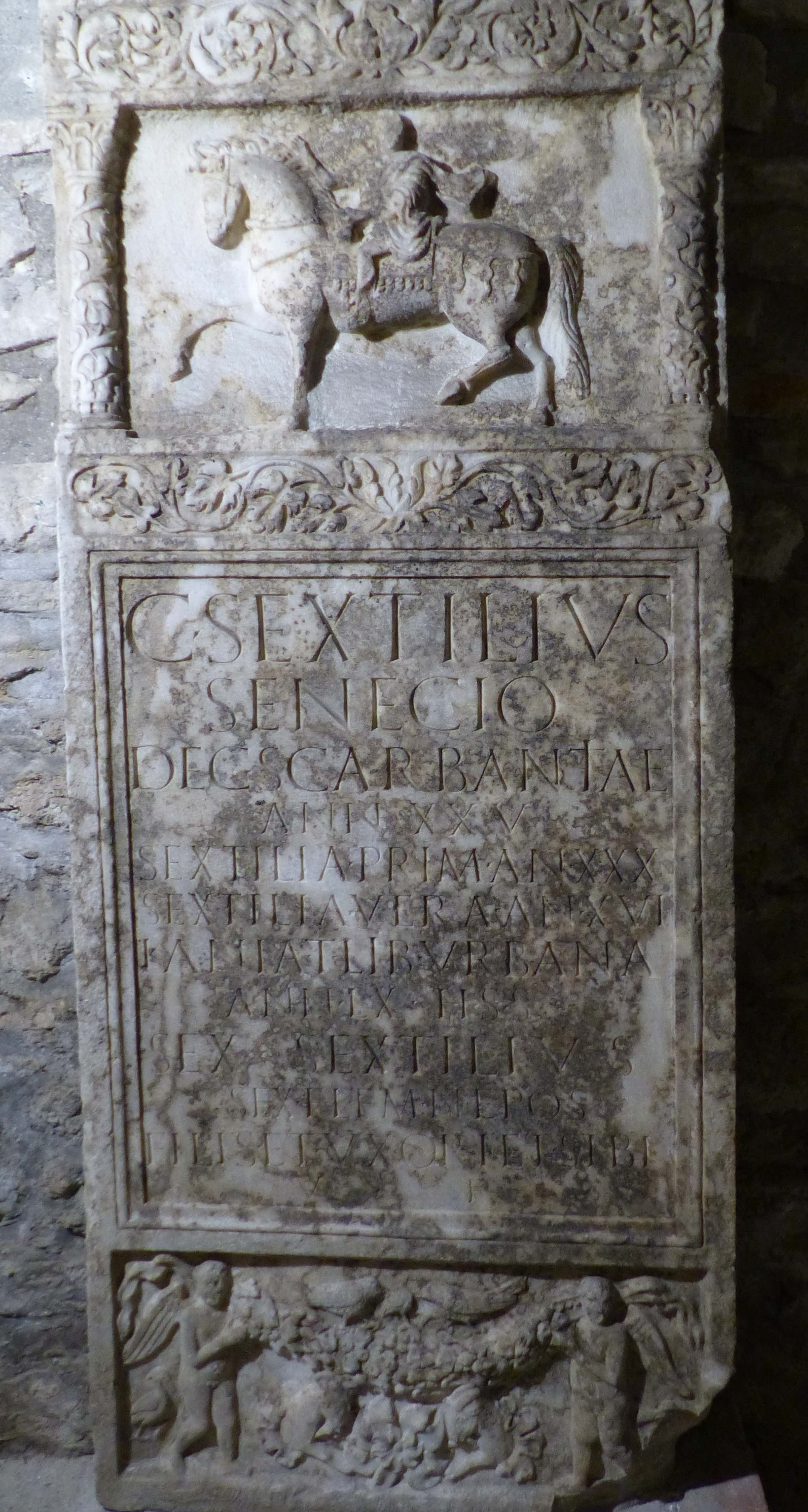
Grabstein für C.Sextilius Senecio, Decurio von Scarbantia

Unter Kaiser Domitian wurde Scarbantia zum municipium erhoben (Municipium Flavium Scarabantia). Dies hatte architektonische Auswirkungen auf die Struktur der Stadt am Ende des 1. Jahrhunderts n. Chr. Es wurde ein neues Straßennetz angelegt, Lehmhütten niedergerissen und große Wohnblöcke errichtet. Die Hauptstraße wurde gepflastert, ein Forum auf der höchsten Erhebung des Stadthügels errichtet. In der Stadt befanden sich ein Amphitheater und in der Nähe ein Nemesisheiligtum sowie eine Wasserleitung, die von Norden in die Stadt führte.
Nachdem die Markomannen und Quaden im 2. Jahrhundert die Donau überquert hatten, erlitt Scarbantia schwere Verluste. Die Stadt verarmte zunehmend, was an den Gräberfunden sichtbar wurde. Unter Kaiser Mark Aurel kam es zu einer Neuansiedlung von kleineren keltischen Stämmen durch die Unterzeichnung von Klientelverträgen. Um 300 n. Chr. erhielten die größeren Städte entlang der Bernsteinstraße Befestigungsmauern, unter anderem Scarbantia. Diese Befestigungsanlage ist in den 1960er Jahren bei Ausgrabungen zum Vorschein gekommen. Am Ende des 4. Jahrhunderts kam es zu erneuten Angriffen, unter anderem von Markomannen, Quaden, Goten, Sarmaten und Roxolanen. Nach der Niederlage von Kaiser Valens bei Adrianopel wurden Foederati in Pannonien angesiedelt. In Scarbantia deuten Lehmhüttenbauten, die auf Trümmern errichtet wurden, auf die Anwesenheit der keltischen Stämme hin.
Im 6. Jahrhundert kam Scarbantia unter die Kontrolle des byzantinischen Kaisers Justinian I., unter dem die Stadt erneuten Wohlstand erlangte und viele Bauten neu errichtet wurden. Auch Waffen und aus Italien importierte Luxusgegenstände wie Glas und Schmuck wurden gefunden. Am Ende des 6. Jahrhunderts kam es zu einem Brand in der Stadt, der das Ende der römischen Stadtkultur bedeutete.